# San Juan (La Paz)
San Juan es un municipio del departamento de La Paz en la República de Honduras.

## Toponimia
Se conoció primero como la Hacienda "Olla de Agua Caliente", que pertenecía a Aguanqueterique. 
El origen de su nombre se debe a su Patrón "San Juan", aunque también por una persona llamada Juan de Llanos, que fue uno de sus fundadores.

## Límites
| Orientación | Límite                                     |
| ----------- | ------------------------------------------ |
| Norte       | Municipio de Guajiquiro, La Paz            |
| Sur         | Municipio de San Antonio del Norte, La Paz |
| Este        | Municipio de Aguanqueterique, La Paz       |
| Oeste       | Municipio de Mercedes de Oriente, La Paz   |

Está situado a la margen derecha del Río Grande y en el Llano de San José.

## Historia
En 1876, se convirtió en municipio, en la administración gubernamental del presidente constitucional de Honduras, el doctor Marco Aurelio Soto.
En 1896, en la División Política-Territorial de 1896 era uno de los municipios que formaban el Distrito de San Antonio de Norte.

## División Política
Aldeas: 5 (2013)
Caseríos: 34 (2013)
| Código | Aldea         |
| ------ | ------------- |
| 121301 | San Juan      |
| 121302 | El Quebrachal |
| 121303 | Horcones      |
| 121304 | Las Trancas   |
| 121305 | Ocotillos     |